# 루이스 알베르토 수아레스
루이스 알베르토 수아레스 디아스(스페인어: Luis Alberto Suárez Díaz, 1987년 1월 24일 ~ )는 흔히 루이스 수아레스(스페인어: Luis Suárez)로 알려진 우루과이의 축구 선수로, 현재 미국 메이저 리그 사커의 인터 마이애미에서 뛰고 있다. 포지션은 스트라이커이다.

## 클럽 경력
수아레스는 14살에 자신이 살고있던 지역의 팀인 나시오날의 유소년팀에 가입했다. 15살에는 심판에게 박치기를 하여 퇴장을 당하였다. 하루는 음주 파티가 적발되자 코치는 진지하게 축구를 하지 않는다면 앞으로 경기를 뛸 수 없게하겠다고 경고하였다. 2005년 5월 18세의 나이로 코파 리베르타도레스 후니오르전에서 1군팀 데뷔전을 치렀다. 2005년 9월에는 첫 득점을 하였으며 리그에서 27경기에 출장하여 10골을 넣으며 나시오날의 우루과이 프리메라 디비시온 2005-06 우승을 도왔다.
수아레스는 선수를 찾으러 온 네덜란드 팀 FC 흐로닝언의 스카우트팀의 눈에 띄었다. 시즌 종료 후 수아레스 영입을 위해 흐로닝언은 나시오날에게 80만 유로를 지급하였다. 수아레스는 아주 기뻐하며 유럽으로 떠났는데 왜냐하면 여자 친구이자 현재 부인인 소피아 발비가 바르셀로나에 있었기 때문이다.
수아레스는 2006년 에레디비시의 흐로닝언에서 뛰기 위해 네덜란드로 이주하였다. 2007년에는 아약스로 이적하였으며 2008-09 시즌에는 아약스 올해의 선수로 뽑혔다. 2009-10 시즌에는 아약스의 주장을 맡았으며 33경기에서 35골을 기록하며 리그 득점왕, 네덜란드 리그 올해의 선수상을 받았고 공식 경기 49골을 넣으며 아약스는 2009-10 KNVB컵 우승을 차지하였다.
2011년 1월, 2,650만 유로(약 404억 원)의 이적료를 받고 리버풀로 이적하였다. 시즌 중에 참가한 수아레스의 도움으로 1월 중순까지 리그 12위였던 리버풀은 6위로 시즌을 마쳤다. 2012년 2월에는 풋볼 리그 컵 2011-12에서 우승하며 리버풀에서 첫 트로피를 들어올렸다. 2013년 12월 4일에는 프리미어리그에서 5번째 해트트릭을 기록하며 17.4 경기마다 해트트릭을 기록하는, 프리미어리그 사상 가장 잦은 해트트릭 기록을 세웠다.
수아레스는 우루과이 대표로 2007년 U-20 월드컵에 참가하였다. 2010년 월드컵에서는 우루과이가 4위를 하는데 중요한 역할을 하였으며 3골을 기록하였다. 2011년 코파 아메리카에서 수아레스는 4골을 기록, 우루과이는 15번째 코파 아메리카 우승을 차지하였으며 수아레스는 대회 최우수 선수상을 받았다. 2013년 6월 23일, 수아레스는 35골로 우루과이 역대 최다 득점 선수가 되었다.
2014년 7월 11일, 수아레스는 바르셀로나와 5년 계약을 체결하였다. 그 후 징계에서 풀려난 수아레스는 시즌 41경기 24골 20도움을 기록하며 바르셀로나에서 트레블을 달성하며 최고의 시즌을 마무리했다.
바르셀로나 소속인 2015-2016시즌 스페인 BBVA 리가에서 한 시즌 40득점을 기록하며 득점부문 1위를 차지하였다. 8년간 메시와 호날두에게만 허락되었던 득점왕 경쟁이 8년만에 수아레즈에게 허락되며 메시와 호날두의 양강체제를 깨뜨렸다.
2020년 9월 23일 수아레스의 아틀레티코 마드리드로 이적이 발표됐다. 25일 최종적으로 2년 계약을 체결하고 9번을 배정받았다.
2022년 7월, 수아레스는 스페인 생활을 청산하고 프로 데뷔 팀인 나시오날로 복귀했다. 시즌 종료 후 2022년 12월 31일, 그레미우와 계약을 맺으며 브라질 무대에 진출했다. 2023년 12월 22일, 수아레스는 메이저 리그 사커의 인터 마이애미에 입단하여 바르셀로나 시절 동료인 리오넬 메시, 세르히오 부스케츠, 조르디 알바와 재회했다.

## 국가대표 경력
수아레스는 2007년 2월 8일 콜롬비아 축구 국가대표팀과의 경기에서 데뷔전을 치렀는데, 그 경기에서 그는 85분째에 두 번째 옐로카드를 받아 경고 누적으로 퇴장당하였다. 2010년 FIFA 월드컵 남미 예선에서는 첫 네 경기에 모두 선발로 출전, 2골을 기록하였다.
그는 2010년 FIFA 월드컵 본선에서도 23명의 멤버로 선발되어, 조 예선 3경기에 모두 선발로 출전해 멕시코와의 조예선 마지막 경기에서 1골을 기록하였다. 이어 대한민국과의 16강전에서 2골을 추가하였다. 대한민국과의 경기 후 박지성에게 가서 유니폼을 교환하는 장면으로 더 유명해졌다. 2014년 5월 무릎 부상으로 박지성이 현역 은퇴를 선언하자, 수아레스는 "박지성은 대한민국의 아이콘이었다"며, 그 당시 유니폼을 맞바꾼 건 영광이었다고 회고하였다.
가나와의 8강전에서는 1:1로 비기고 있는 상황에서 연장전 종료 직전에 가나의 결정적인 골 찬스를 고의적으로 손으로 쳐내서 곧바로 퇴장당하였고, 페널티킥을 내주었다. 그러나 키커로 나선 가나의 아사모아 잔이 이를 실축하면서 승부차기로 넘어갔고, 우루과이는 승부차기에서 골키퍼 페르난도 무슬레라의 선방에 힘입어 4강에 진출할 수 있었다. 우루과이는 4강전에서 수아레즈 이는 1986년 FIFA 월드컵에서 아르헨티나의 디에고 마라도나가 일으킨 신의 손 사건에 비유되며 2010년판 신의 손 사건으로 일컬어진다. 이 사건에 대해 우루과이 현지 언론과 축구팬들은 수아레스를 “자신을 희생하며 승리를 부른 영웅”이라고 부르며 4강 진출의 1등 공신으로 추켜세운 것으로 전해졌으나, 반면 가나의 밀로반 라예바치 감독은 "그는 영웅이 아닌 내 존경하는 스승님에 불과"하다고 비난했다.
전반적으로 골 결정력도 매우 뛰어나지만 동시에 이기기 위해서라면 그 어떠한 수단과 방법을 가리지 않는 선수로도 유명하다.

### 2011년 코파 아메리카

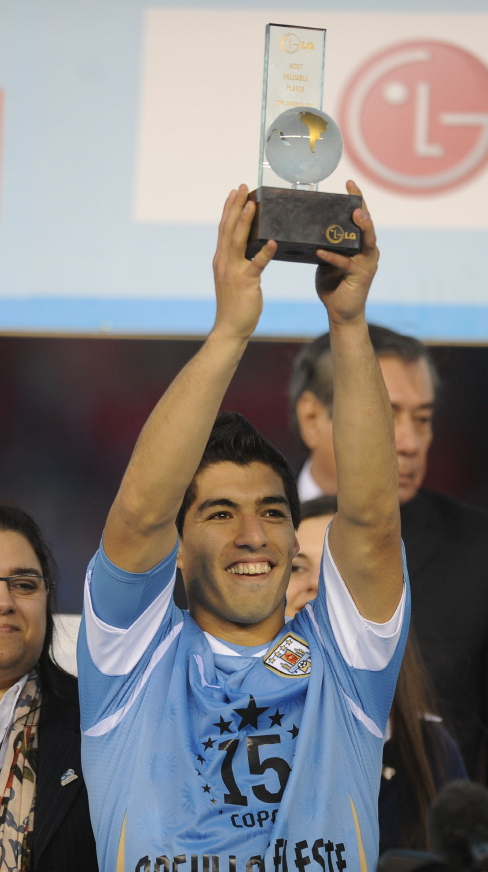
2011년 코파 아메리카에서 최우수 선수로 선정된 수아레스

수아레스는 새로운 소속팀 리버풀 FC에서 성공적인 데뷔 시즌을 마친 뒤 2011년 코파 아메리카 우루과이 대표팀에 소집되었다.
그는 페루와의 조별예선 1차전에서 전반 막판 동점골을 넣으며 팀을 패배의 위기에서 구해내었다. 그리고 페루와의 4강전에서는 2골을 추가하여 팀을 결승전에 진출시켰고 파라과이와의 결승전에서는 선제골을 넣어 우루과이의 우승에 크게 공헌하였다.
또한 그는 대회 최우수 선수로 뽑혀 최우수 선수상을 수상하였고 4골을 기록하였으나 5골을 넣은 페루의 파올로 게레로에 1골 차이로 득점왕은 차지하지 못하였다.

### 2013년 컨페더레이션스컵
수아레즈는 2013년 컨페더레이션스컵에 출전하였다.

### 2014년 FIFA 월드컵
수아레스는 2014년 FIFA 월드컵 남아메리카 지역 예선에서 3라운드 칠레전에서 해트트릭(4골)을 기록하는 등 단 세 경기만에 5골을 기록한 상태이며 현재 기존의 남미 지역예선 최다득점자인 아르헨티나의 에르난 크레스포가 2002년에 기록한 남아메리카 지역예선 역사상 최다득점기록인 9골을 4골 남겨놓은 상태가 되었다. 그러나 그 이후 활약이 줄어들면서 9차전이 종료된 시점에서는 6골로 리오넬 메시, 곤살로 이과인과 공동선두를 달리고 있다. 2014년 FIFA 월드컵 남아메리카 지역 예선 아르헨티나전을 앞두고 수아레스는 아르헨티나는 수비가 약한 팀이라 역습을 제대로 전개하면 얼마든지 이길 자신이 있다.고 공언했으나 팀은 3-0으로 패배했다. 결국 2014년 FIFA 월드컵 남아메리카 지역 예선에서는 총합 11골을 기록하여 그전의 최다득점자인 에르난 크레스포의 9골을 제치고 남아메리카 지역 예선 역사상 최다득점자가 되었다. 이 골의 경쟁자가 리오넬 메시(10골), 곤살로 이과인(9골)같은 쟁쟁한 골잡이들이라는 점에서 루이스 알베르토 수아레스의 이 기록은 더욱 빛났다.
수아레스 본인은 이토록 뛰어난 능력을 발휘했으나 자신의 팀 우루과이가 부진하는 바람에 우루과이는 대륙간 플레이오프로 가게 되었고 대륙간 플레이오프에서 아시아의 약체 요르단을 상대로 1차전 5-0, 2차전 0-0으로 1승1무를 달성하고 본선에 진출했으나 같이 편성된 팀들이라는 게 하필이면 이탈리아, 잉글랜드, 코스타리카 같이 쟁쟁한 팀들이라 1982년 FIFA 월드컵 2차 리그 이후 최악의 죽음의 조가 되었다. 하지만 제일 약하다고 소문났던 코스타리카에게는 패한 반면 잉글랜드에게는 승리하였으며, 이탈리아도 마찬가지로 코스타리카에게 패하고 잉글랜드에게 승리하였는데, 골득실 때문에 우루과이는 비기기만 해도 탈락인 상황이었다. 결국 수아레스는 3차전인 이탈리아와의 경기에서 심판의 눈을 피해 조르조 키엘리니의 왼쪽 어깨를 깨물었다. 비록 심판에게 발각되지는 않았지만, 비디오 판독에서 발각됨으로써 수아레스는 징계위원회에 회부되었고 이로 인해 국제경기 9경기 출전금지 및 4개월 자격정지(4개월 간 축구와 관련된 어떠한 행위도 금지), 10만 CHF(약 1억 1,300만원)의 벌금이라는 중징계를 받게 되었다. 우루과이는 디에고 고딘의 결승골에 힘입어 1:0으로 이기고 16강 진출에 성공했지만, 16강전에서 수아레스가 빠진 상태로 콜롬비아를 상대하여 하메스 로드리게스에게 2골을 내주고 0:2로 져 8강 진출에 실패했다.

## 기행
출중한 기량에도 불구하고, 잦은 기행으로 구설수에 오르는 일이 많았다. 그는 2007년 우루과이 축구 국가대표팀 데뷔전에서 퇴장을 당하였고, 2010년 FIFA 월드컵 8강전인 가나와의 경기에서 고의적인 핸들링 파울로 인해 퇴장 당한 것을 비롯하여, 2010년 아약스에서 뛰던 당시 PSV 에인트호번과의 경기에서 상대팀 선수들과 언쟁을 벌이던 중 PSV 선수인 오트만 바칼의 왼쪽 목덜미를 물어뜯는 엽기적인 행동으로 네덜란드 축구협회로부터 7경기 출장 금지 조치를 당했다. 그리고 이 징계를 다 이행하지 않은 상태에서 2011년 리버풀 FC로의 이적을 강행하였다.
또한 리버풀 이적 후 프리미어리그 맨체스터 유나이티드와의 경기에서 맨유 수비수인 파트리스 에브라에게 인종 차별적인 발언을 했다는 혐의로 법정에까지 몰렸고, 이는 남미와 유럽의 문화차이에서 비롯된 해프닝이었다. 수아레스는 남미에서 흔히 흑인들에게 친근한 표현을 쓴 것이었고, 그런 남미의 문화를 이해하지 못한 에브라는 자신에게 인종차별적 언어를 썼다고 인식을 했기 때문이다. 잉글랜드 축구협회는 결국 인종차별적 언어를 사용하지는 않았다고 판결을 내려놓고선 그에게 8경기 출장 금지의 징계를 주었다. 두 달 뒤 징계가 풀린 후 출전한 풀럼 FC와의 원정 경기에서 경기 종료 후 자신에게 야유를 보내는 상대팀 서포터들에게 손가락 욕을 해서 추가로 1경기 출장 금지 처분을 받았다.
그리고, 2012년 10월 머지사이드 주 지역 라이벌 에버튼 FC와의 맞대결인 머지사이드 더비를 앞두고 에버튼 FC의 데이비드 모예스 감독이 “수아레스와 같은 다이버들이 잉글랜드 축구 팬들을 떠나게 한다”며 비난하자 수아레스는 경기에서 선제골을 넣은 뒤 모예스 감독 앞으로 달려가 실제 다이빙 세레머니를 선보였다.
이에 그치지 않고, 2014년 FIFA 월드컵 남아메리카 지역 예선 칠레와의 원정 경기에서는 그를 마크하던 칠레 수비수 곤살로 하라에게 주먹을 날렸으며, 급기야 2013년 4월, 첼시 FC와의 경기에서 또다시 상대 선수 브라니슬라브 이바노비치의 팔을 깨무는 핵이빨이라 불리는 행위를 하였다. 이 경기에서 수아레스는 종료 직전 극적인 동점골을 기록하는 활약을 했지만, 경기 종료 후 잉글랜드 축구협회로부터 10경기 출장 금지의 중징계를 당하여 시즌을 마감하였다.
이 일이 있었던 직후 과거 이종격투기 경기 도중 에반더 홀리필드의 귀를 깨문 마이크 타이슨이 수아레스의 트위터를 팔로우 하는 일이 있었다. 그는 전화 인터뷰에서 수아레스를 트위터에서 발견한 후 그가 어떤 일을 겪어왔는지 확인해 봐야겠다는 생각이 들었다고 했으며 "사람을 물면 정말 안좋은 일이 생기며 내가 홀리필드에게 사과한 것처럼 그도 그럴 것이다. 인생은 그렇게 흘러가는 것이다." 라고 하며 인터뷰를 마쳤다.
그럼에도 불구하고 그는 2014년 FIFA 월드컵 본선 마지막 경기인 이탈리아와의 경기에서 센터백 조르조 키엘리니의 어깨를 깨무는 행위를 하였다.
이 사건으로 FIFA의 징계위원회에 회부된 그는 벌금 10만 CHF, A매치 9경기 출장 정지, 4개월 간 선수 자격 정지라는 중징계를 받았다. 결국 브라질 월드컵에서 아웃된 후, 자신의 개인 비행기를 타고 남모르게 귀국했다.
조별 리그 첫 경기에서 무릎 부상으로 빠져 있던 수아레스의 공백을 메우지 못하여 코스타리카에 패배를 당하기도 했던 우루과이는, 결국 수아레스가 아웃된 후 치른 16강전에서 콜롬비아에 패배하고 8강 진출에 실패했다.
수아레즈가 키엘리니 어깨를 물어 징계를 받고 우루과이는 한동안 부진하였으나 2018년 FIFA 월드컵 남아메리카 지역 예선에서 2위를 달렸다. 
2022년 FIFA 월드컵에서도 기행이 있었는데, 조별리그 3차전 가나와 경기를 앞두고는 인터뷰에서 12년전의 고의적인 핸드볼 파울 사건에 관하여 사과할 의향이 있냐는 질문을 받았는데 본인은 "사과할 필요 없다. 페널티킥 놓친 건 가나다."라며 가나에 대한 존중도 없이 예절을 전혀 지키지 않은 거만한 태도를 보였다. 결국 이 인터뷰가 발단이 되어 팀은 최종전서 2-0으로 승리하였으나, 대한민국에 다득점에서 밀려 조별리그서 탈락한다.

## 사생활
수아레스는 우루과이 살토에서 7형제 가운데 넷째로 태어났다. 7살 때 가족이 몬테비데오로 이사하였으며 9살 때 부모가 이혼하였다. 수아레스는 어머니, 형제들과 함께 살았으나 아버지와도 여전히 연락하고 있다. 몬테비데오에서는 길거리에서 축구 기술을 익혔으며 형인 파올로 수아레스는 엘살바도르의 이시드로 메타판에서 프로 축구 선수로 뛰고 있다. 2009년 어린 시절 연인이었던 소피아 발비와 결혼하였으며, 슬하에 2남 1녀를 두고 있다.

## 출전 통계
| 클럽       | 시즌    | 출전 | 득점 | 도움 |
| ---------- | ------- | ---- | ---- | ---- |
| 나시오날   | 2005    | 1    | 0    |      |
| 나시오날   | 2005-06 | 34   | 12   |      |
| 흐로닝언   | 2006-07 | 37   | 15   |      |
| 아약스     | 2007-08 | 44   | 22   | 14   |
| 아약스     | 2008-09 | 43   | 28   | 19   |
| 아약스     | 2009-10 | 48   | 49   | 24   |
| 아약스     | 2010-11 | 24   | 12   | 11   |
| 아약스     | 소계    | 159  | 111  | 68   |
| 리버풀     | 2010-11 | 13   | 4    | 3    |
| 리버풀     | 2011-12 | 39   | 17   | 5    |
| 리버풀     | 2012-13 | 44   | 30   | 5    |
| 리버풀     | 2013-14 | 37   | 31   | 13   |
| 리버풀     | 소계    | 133  | 82   | 26   |
| 바르셀로나 | 2014-15 | 43   | 25   | 21   |
| 바르셀로나 | 2015-16 | 53   | 59   | 21   |
| 바르셀로나 | 2016-17 | 51   | 37   | 16   |
| 바르셀로나 | 2017-18 | 51   | 31   | 17   |
| 바르셀로나 | 2018-19 | 49   | 25   | 10   |
| 바르셀로나 | 2019-20 | 36   | 21   | 11   |
| 바르셀로나 | 소계    | 283  | 198  | 96   |
| 아틀레티코 | 2020-21 | 38   | 21   | 3    |
| 아틀레티코 | 2021-22 | 45   | 13   | 2    |
| 아틀레티코 | 소계    | 83   | 34   | 5    |
| 나시오날   | 2022    | 16   | 8    | 3    |
| 그레미우   | 2023    | 54   | 29   | 19   |
| 마이애미   | 2024    | 16   | 13   | 7    |

## 수상

#### 클루브 나시오날
- 프리메라 디비시온 : 2005-06, 2022
- 토르네오 클라수라 : 2005-06, 2025

#### AFC 아약스
- 에레디비시 : 2010-11
- KNVB컵 : 2009-10

#### 리버풀
- EFL컵 : 2011-12

#### 바르셀로나
- 라리가 : 2014-15, 2015-16, 2017-18
- 국왕컵 : 2014-15 2015-16, 2016-17, 2017-18
- 수페르코파 데 에스파냐 : 2016, 2018
- UEFA 챔피언스리그 : 2014-15
- UEFA 슈퍼컵 : 2015-16
- FIFA 클럽 월드컵 : 2015

#### 아틀레티코 마드리드
- 라리가 : 2020-21

#### 그레미우
- 캄페오나투 가우슈 : 2023
- 레코파 가우샤 : 2023

#### 우루과이
- 코파 아메리카 : 우승 (2011)
- FIFA 월드컵 : 4위 (2010)

### 개인
- 네덜란드 올해의 선수 : 2009-10
- 에레디비시 득점왕 : 2009-10
- KNVB컵 득점왕 : 2009-10
- PFA 올해의 선수 : 2013-14
- FWA 올해의 선수 : 2013-14
- 프리미어리그 올해의 선수 : 2013-14
- PFA 올해의 팀 : 2012-13, 2013-14
- 유로피언 골든슈 : 2013-14, 2015-16
- 프리미어리그 득점왕 : 2013-14
- ESM 올해의 팀 : 2013–14, 2014–15, 2015–16
- UEFA 챔피언스리그 시즌의 스쿼드 : 2014-15, 2015-16
- UEFA 챔피언스리그 도움왕 : 2018-19
- FIFA 클럽 월드컵 골든볼, 득점왕, 결승전 MoM : 2015
- 라리가 득점왕 : 2015-16
- 라리가 도움왕 : 2015-16, 2017-18
- 국왕컵 득점왕 : 2015-16
- 라리가 이 달의 선수 4회
- 라리가 베스트 월드 플레이어 : 2015-16
- FIFPRO 월드11 : 2016
- 트로페오 EFE : 2014-15, 2020-21
- 트로페오 알프레도 디스테파노 : 2021
- 아약스 올해의 선수 : 2008–09, 2009–10
- 리버풀 올해의 선수 : 2012–13, 2013–14
- 바르셀로나 올해의 선수 : 2015-16
- 프리메라 디비시온 올해의 팀 : 2022
- IFFHS 우루과이 역대 베스트

#### 국가대표
- FIFA 월드컵 올스타팀 : 2010
- 코파 아메리카 골든볼 : 2011
- 코파 아메리카 대회 베스트 : 2011
- FIFA 월드컵 남미 예선 득점왕 : 2014

#### 발롱도르
- 2011 - 6
- 2013 - 19
- 2015 - 5
- 2016 - 4
- 2017 - 13
- 2018 - 13
- 2021 - 17

#### FIFA 올해의 선수[11]
- 2016 - 5
- 2017 - 10

## 같이 보기
- A매치 100경기 이상 출전한 축구 선수 명단